# George Jones (cầu thủ bóng đá, sinh năm 1918)
George Henry Jones (27 tháng 11 năm 1918 - 1995) là một cầu thủ bóng đá người Anh từng thi đấu cho Sheffield United giai đoạn 1935-1950 ở vị trí tiền vệ cánh.